# バーバラ・ピアース・ブッシュ
バーバラ・ピアース・ブッシュ（Barbara Pierce Bush, 1981年11月25日 - ）は、第43代アメリカ合衆国大統領ジョージ・W・ブッシュ（小ブッシュ）と、その妻ローラ・ブッシュの長女。暗号名はターコイズ。

## 経歴

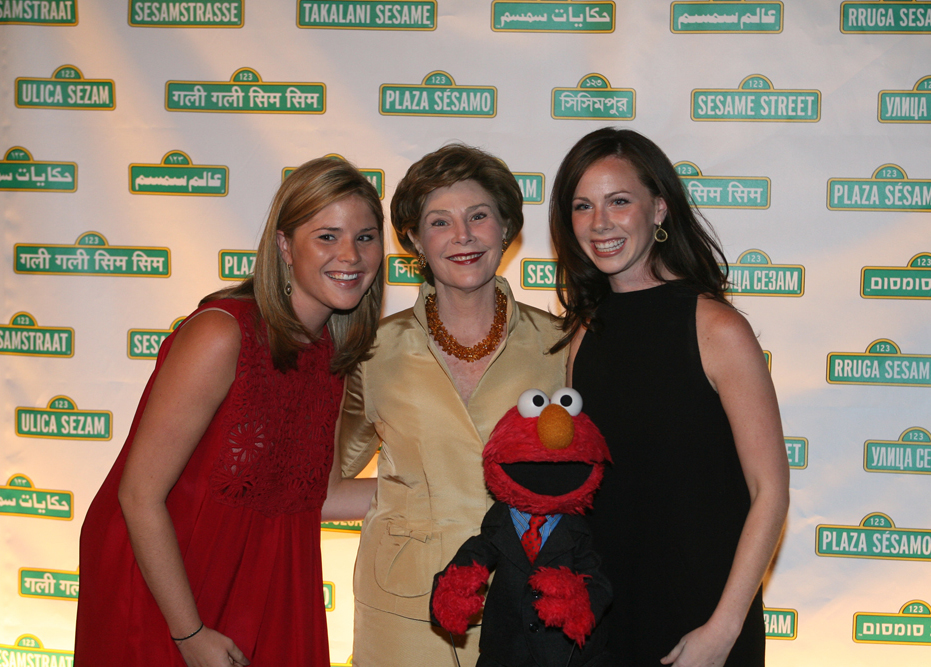
（左から）ジェンナ、ローラ、エルモ、バーバラ

テキサス州ダラスで、妹ジェンナとの二卵性双生児として誕生した。「バーバラ」の名は、祖母のバーバラ・ブッシュ（小ブッシュの母、大ブッシュの妻）から名づけられた。バーバラは、2004年にイェール大学を卒業し、人文科学の学士号を取得した。現在、バーバラは、ニューヨーク近郊のグリニッジ・ヴィレッジに住み、NPO法人Global Health Corpsの理事長を務めている。それ以前はテキサス州やアフリカの学校のボランティア教員を務めた後、スミソニアン協会クーパー・ヒューイット国立デザイン博物館で働いていた。2018年、脚本家のクレイグ・コインと結婚した。

## メディアとの関わり
バーバラが2004年にイェール大学を卒業した際には、メディアに大規模に報じられた。バーバラは妹とともに幾つかのメディアに出演し、その年の父の大統領選についてのスピーチをした。またバーバラは、妹と交互に父の選挙活動に随行し、幾つかの接戦している州を巡った。さらにバーバラは、『ヴォーグ』誌の7ページものインタビューと写真撮影を受けた。メディアは、ブッシュの対立候補ジョン・ケリーの娘のアレクサンドラとヴァネッサの選挙運動も広範囲に取り上げ、「娘たちの戦い」（"battle of the daughters"）として、人々の関心を煽る要素にした。

## 政治活動

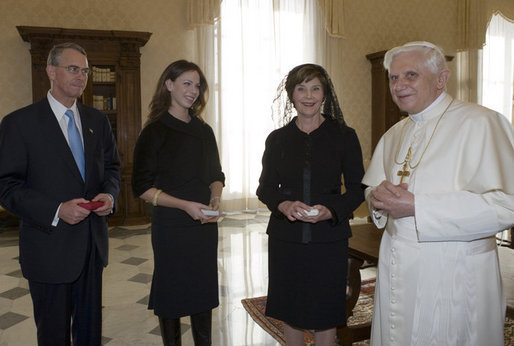
教皇ベネディクト16世と。左から2番目がバーバラ。

バーバラは、2006年に、ローマ教皇ベネディクト16世との謁見やリベリアのエレン・ジョンソン・サーリーフ大統領の就任式への出席などの公務をこなす母にたびたび随行した。また、母親のアフリカでの支援活動にも同行していた。
2011年には共和党を代表する有力者の娘たち（メーガン・マケインとメアリー・チェイニー）と共に同性婚への支援を表明した。